# 第6屆香港電影金像獎
第6屆香港電影金像獎（英語：6th Hong Kong Film Awards）由電影雙周刊主辦，於1987年4月24日晚上九点在香港浸會學院大專會堂舉行，由鄭裕玲、鍾景輝擔任司儀。

## 评选机制
本届金像奖评选工作，初选由报刊影评人评选，最高分前五名为提名影片或提名人选。复选工作由21位电影专业人士、影评人和文化界人士组成，评选团成员包括 : 严浩、金炳兴、石琪、梁普智、李焯桃、孔令燀、罗卡、刘成汉、严维、钟景辉、鲍方、唐基明、磊怀、翁维铨、陈法兴、徐二牛、孙仲、黎草田、林燕德、谭家明及台湾影评人陈国富。评选方法是以无记名投票方式投票，最佳电影以21票为满分，柯达特别奖以9分为满分，其余各奖项均以100分为满分，得奖者需获半数以上票数通过。如第一轮投票未能选出得奖者，则淘汰得票最低一名，再重新投票，直至得出结果。
为避免引发上届复选评选团与初选影评人之间的取向争议，评选团在影评人得出提名名单后再按自己意愿另外补充，因此本届金像奖多个奖项出现了六个提名。

## 提名及獲獎名單

### 十大華語片
1. 《英雄本色》
2. 《火龍》
3. 《癲佬正傳》
4. 《美國心》
5. 《地下情》
6. 《最愛》
7. 《結婚》
8. 《童年往事》
9. 《青春祭》
10. 《野山》

### 十大外語片
1. / 《蜘蛛女之吻》
2. 《爸爸出差時》
3. 《亂》
4. 《姊妹情深》
5. 《龍鳳俏冤家》
6. 《妙想天開》
7. 《北京故事（英语：A Great Wall）》
8. 《血迷宮》
9. 《非洲之旅》
10. 《陸上行舟》

## 獎項統計
| 數目 | 電影名稱 |
| 獲獎 | |
| 3    | 美國心 |
| 2    | 英雄本色、地下情、最愛、癲佬正傳、奇緣                                                                                  |
| 1    | 老娘夠騷、夢中人 |
| 提名 | |
| 11   | 英雄本色 |
| 9    | 地下情 |
| 8    | 美國心 |
| 7    | 火龍 |
| 6    | 刀馬旦 |
| 5    | 癲佬正傳、最愛 |
| 4    | 夢中人 |
| 3    | 兄弟、奇緣 |
| 2    | 神探朱古力、執法先鋒 |
| 1    | 聽不到的說話、皇家飯、龍在江湖、戀愛季節、操行0分、老娘夠騷、皇家戰士、南北少林、最佳福星、海上花、玫瑰的故事、富貴列車 |

### 金像獎電影
| 電影     | 獎項                           |
| -------- | ------------------------------ |
| 英雄本色 | 最佳電影、最佳男主角           |
| 美國心   | 最佳導演、最佳新演員、最佳剪接 |
| 地下情   | 最佳編劇、最佳女配角           |
| 最愛     | 最佳女主角、最佳電影歌曲       |
| 癲佬正傳 | 最佳男配角、最佳美術指導       |
| 老娘夠騷 | 最佳攝影                       |
| 奇緣     | 最佳動作指導                   |
| 夢中人   | 最佳電影配樂                   |

## 媒体播放
- 现场直播：无线电视翡翠台

## 纪事
- 获得最佳男主角奖的周润发正在澳门拍《江湖龙虎斗》，特意请假半天回来参与颁奖礼，因时间匆忙以夹克及牛仔裤上台领奖，他即兴套用《英雄本色》经典台词致歉，而在台上派结婚喜帖一幕更成为全晚高潮。

## 外部連結
- 第六屆香港電影金像獎得獎名單新版 （页面存档备份，存于）
- 第六屆香港電影金像獎得獎名單舊版 （页面存档备份，存于）